# 1979年航空
此條目列出1979年發生有關航空運輸的事件。

## 事件
- 2月26日：桃園縣臺灣桃園國際機場啟用。

### 4月
- 4月1日：黑龍江省哈爾濱市哈爾濱太平國際機場啟用。